# Аблезки
Аблезкі — село в Почінковському районі Смоленської області Росії. Входить до складу Ленінського сільського поселення. Населення — 6 жителів (2007).
Розташоване в центральній частині області за 18 км на північний схід від Починка, за 8 км на північ автодороги Р96 Новоолександрівський (А101) — Спас-Деменськ — Єльня — Починок, на березі річки Хмара. За 15 км західніше села розташована залізнична станція Пересна на лінії Смоленськ — Рославль.

## Історія
У роки Німецько-радянської війни село була окупована гітлерівськими військами в липні 1941 року, звільнене у вересні 1943 року.